# Pieces of Nothing EP
Pieces of Nothing EP jest drugim po Drowning Pool EP EP zespołu Drowning Pool.

## Lista utworów
1. "Tear Away"
2. "Bodies"
3. "I Am"
4. "Told You So"
5. "Follow"
6. "Less Than Zero"